# Phibromia narecta
Phibromia narecta är en fjärilsart som beskrevs av William Schaus 1906. Phibromia narecta ingår i släktet Phibromia och familjen nattflyn. Inga underarter finns listade i Catalogue of Life.